# KartaView
KartaView, previamente llamado OpenStreetCam y OpenStreetView, es un proyecto desarrollado por la empresa Grab Holdings que recopila fotografías a nivel de calle con la finalidad de mejorar OpenStreetMap. Las imágenes son proporcionadas por la comunidad (crowdsourcing) y se pueden redistribuir bajo licencia CC-BY-SA. La mayoría del código es abierto.
Mediante aplicaciones móviles para Android e iOS se puede contribuir con fotografías. También es posible cargar imágenes capturadas con otras cámaras. Estas aplicaciones móviles pueden funcionar con un dispositivo OBD-II en el vehículo; junto con el GPS del teléfono móvil, se puede proveer de información más precisa sobre la localización de las imágenes. KartaView también reconoce y procesa señales de tráfico en tiempo real mientras se capturan imágenes. Tras grabar la imagen, se sube, procesa y publica en su sitio web.
Los editores de OpenStreetMap pueden acceder a las imágenes de KartaView mediante el editor iD o el plugin JOSM.
El proyecto es similar a Mapillary de Facebook. La mayor diferencia radica en que el sitio web y las aplicaciones móviles de KartaView son abiertas, mientras que las de Mapillary no. Adimismo, en KartaView es posible eliminar las fotografías que el usuario ha subido previamente.

## Historia
Originalmente se funda el proyecto en 2009 bajo el nombre OpenStreetView. En 2016 TeleNav toma el dominio openstreetview.org e inicia su propio servicio bajo el nombre. Tras la petición de una empresa que usaba el mismo nombre previamente y que lo reclama para sí, el proyecto pasa a llamarse OpenStreetCam.
El 12 de diciembre de 2019, TeleNav vendió OpenStreetCam a  Grab Holdings por una cantidad no revelada.
En noviembre de 2020, OpenStreetCam se convirtió en KartaView.